# Monkey Man
Monkey Man (bra: Fúria Primitiva; prt: Homem Macaco) é um filme estadunidense de 2024, dos gêneros ação e suspense, dirigido e estrelado por Dev Patel em sua estreia na direção de um longa-metragem. O roteiro que Patel coescreveu com Paul Angunawela e John Collee foi baseado em uma história do próprio Patel.
A trama retrata a história de um lutador que inicia uma jornada intensa de vingança contra os homens que lhe causaram grandes perdas.
O filme obteve uma recepção geralmente positiva da crítica especializada, que elogiou a estreia na direção e atuação de Patel, além de ter arrecadado mais de US$ 32 milhões mundialmente.

## Sinopse
Kid (Dev Patel) é um jovem desconhecido que vive precariamente em um clube de luta clandestino, onde todas as noites, usando uma máscara de gorila, ele é brutalmente espancado por lutadores mais populares em troca de dinheiro. Após anos de raiva contida, Kid descobre uma forma de se infiltrar no círculo fechado da elite sinistra da cidade. À medida que seu passado traumático ressurge, suas mãos misteriosamente marcadas desencadeiam uma campanha explosiva de vingança para acertar as contas com os homens que tiraram tudo dele.

## Elenco
- Dev Patel como Kid / Bobby / Monkey Man
  - Jatin Malik como Kid (jovem)
- Sharlto Copley como Tiger
- Pitobash como Alphonso
- Vipin Sharma como Alpha
- Sikandar Kher como Rana Singh
- Sobhita Dhulipala como Sita[20]
- Ashwini Kalsekar como Queenie Kapoor
- Adithi Kalkunte como Neela
- Makarand Deshpande como Baba Shakti
- Zakir Hussain como Maestro

## Produção
Em 29 de outubro de 2018, foi divulgado que Dev Patel faria sua estreia na direção em um filme de ação e suspense intitulado "Monkey Man", que ele havia coescrito com Paul Angunawela e John Collee, e que ele também estrelaria. Inicialmente, Patel tentou escalar Neill Blomkamp, seu colaborador anterior, para assumir o posto, mas Blomkamp recusou e sugeriu que ele mesmo dirigisse. Falando sobre seu trabalho no filme, Patel afirmou: "Acho que o gênero de ação às vezes foi abusado pelo sistema. Eu queria dar a ele uma alma real, um trauma real, uma dor real ... E eu queria infundir um pouco de cultura nisso".
Patel viu Pitobash Tripathy em "Million Dollar Arm" (2014) e convidou o ator para fazer um teste para o personagem Alphonso. Vipin Sharma, que teve um pequeno papel em "Hotel Mumbai" (2018), estrelado por Patel, foi rapidamente escalado como Alpha após uma breve audição. Antes de seu primeiro papel em "Raman Raghav 2.0" (2016), Sobhita Dhulipala fez o teste para o filme antes mesmo de conseguir seu primeiro trabalho cinematográfico, em 2016. Ela não recebeu resposta da equipe de produção até 2019, quando Patel confirmou que ela havia conseguido o papel de Sita.
Inicialmente preparado para ser filmado em locações na Índia no início de 2020, o filme foi adiado e quase cancelado devido à pandemia de COVID-19. Patel então optou por filmar a produção numa pequena ilha em Batam, na Indonésia. Durante as gravações da primeira sequência de ação, Patel quebrou a mão.
Em 12 de março de 2021, as filmagens foram concluídas, com a Netflix adquirindo os direitos mundiais de exibição do filme por US$ 30 milhões. A produção foi descrita como "John Wick em Mumbai". No entanto, a Netflix mais tarde sentiu que o filme seria polêmico e decidiu vendê-lo. Falando sobre essa decisão, Patel disse: "[A Netflix] realmente não sabia o que eles haviam barganhado. O filme em si é muito mais denso e diz muito ... não é a sua cena de ação habitual na página um, e então você continua lutando sem parar. É tentar fazer um pouco mais". Jordan Peele assistiu ao filme e, sentindo que ele merecia um lançamento nos cinemas, embarcou como produtor sob sua bandeira Monkeypaw Productions. Ele persuadiu a Universal Pictures a adquirir o filme da Netflix por menos de US$ 10 milhões; Patel posteriormente afirmou que Peele "nos tirou da situação de algo negligenciado para nos colocar no topo da estante".

### Trilha sonora
Jed Kurzel compôs uma nova trilha sonora para o filme, substituindo o compositor original Hauschka.

## Temas
O filme explora temas de desafios sociais, incluindo corrupção, discriminação, sistema de castas, pobreza e as experiências da comunidade Hijra na Índia.

## Lançamento

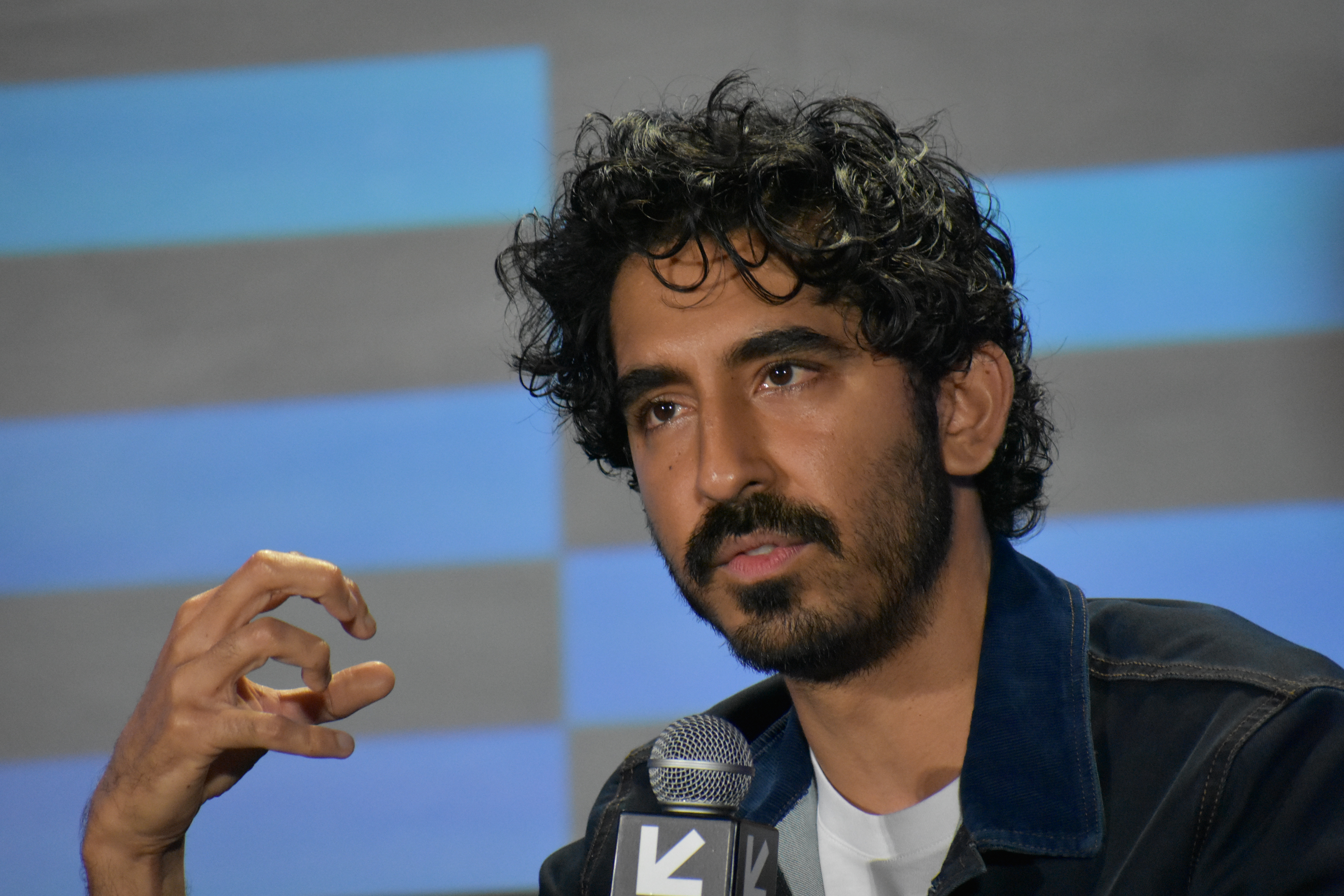
Dev Patel no SXSW 2024.

A estreia do filme aconteceu no South by Southwest em 11 de março de 2024. Em Sydney, a produção estreou em 2 de abril de 2024, com a presença de Dev Patel e sua parceira, a atriz australiana Tilda Cobham-Hervey. A distribuição para toda a Austrália aconteceu em 4 de abril de 2024, mesmo dia em que o filme foi lançado em Portugal, pela Cinemundo.
No Canadá e Estados Unidos – em um lançamento limitado – o filme foi distribuído nos cinemas em 5 de abril de 2024, pela Universal Pictures. Na Índia, a produção estava programada para ser lançada em 19 de abril de 2024. No entanto, foi adiada em meio a preocupações, com o Central Board of Film Certification exigindo uma nova edição cortada. Em 31 de março, de acordo com o Bollywood Hungama, o filme ainda não havia sido classificado pelo CBFC. Siddhant Adlakha, em suas críticas para o IndieWire e para a Time, postulou que o conteúdo violento e os temas políticos do filme podem ser a causa do atraso.
Por ser um filme de vingança que contém muita violência gráfica, a produção foi classificada como imprópria para menores de 18 anos no Reino Unido, e como R nos Estados Unidos.
No Brasil, a Diamond Films anunciou a aquisição e distribuição do filme, que está previsto para ser lançado nos cinemas em 23 de maio de 2024.

## Recepção

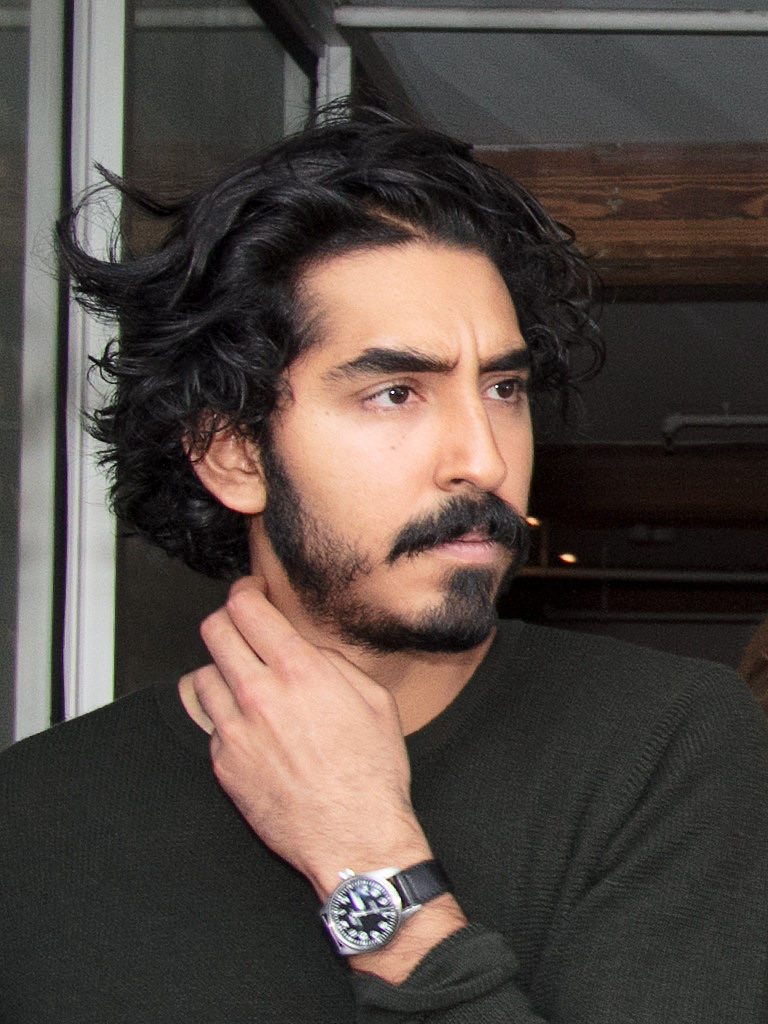
A atuação e direção de Dev Patel foram amplamente elogiadas pela crítica especializada.

Peter Bradshaw, em sua crítica para o The Guardian, deu ao filme 4/5 estrelas, elogiando especialmente a performance de Patel e chamando-o de "um emocionante e estiloso suspense de ação, que também serve como uma sátira animada do nacionalismo à moda de Modi". Tim Robey, para o The Telegraph, deu ao filme 3/5 estrelas, escrevendo que "a estreia na direção do ator é um combate extremamente violento e habilmente encenado em Mumbai, no estilo de John Wick", mas questionou se o filme seria "um desperdício de seus talentos". Saffron Maeve, para o The Globe and Mail, descreveu o filme como "sólido e amigável para o público de blockbusters", mas que sua "edição excessivamente frenética ... torna a experiência no cinema cansativa".
Manohla Dargis, em sua crítica para o jornal The New York Times, escreveu: "À medida que a história entra em foco indistinto, Patel faz gestos para o mundo real e incorpora um pouco de mitologia, mas esses elementos apenas criam expectativas para uma história complexa que nunca se concretiza. O que mais se destaca é um sentido abrangente de exploração e desespero: Todos estão sempre enganando alguém. Isso dá ao filme um pessimismo provocativo". Ty Burr, em sua crítica para o The Washington Post, deu ao filme 2/4 estrelas e observou: "Monkey Man aborda as desigualdades do sistema de castas da Índia de maneiras mais diretas do que se poderia esperar. Os vislumbres da pobreza em Mumbai são breves, mas severos, e, e em um momento, Kid se refugia em um templo de mulheres trans vítimas de abuso ... Há também a questão do principal vilão do filme, Baba Shakti – um poderoso corretor ultranacionalista de cabelos brancos que leva multidões de adoradores ao frenesi e que pode ter se parecido um pouco demais com o primeiro-ministro da Índia, Narendra Modi, para a Netflix".
Penelope Debelle, para o InReview, escreveu: "Este filme selvagem e cheio de estilo ... é totalmente brilhante e envolvente", e acrescentou que "Patel carrega o filme em todos os sentidos".
No Rotten Tomatoes, site agregador de críticas, 89% das 267 críticas do filme são positivas, com uma classificação média de 7,2/10. O consenso do site diz: "Um esforço audacioso do diretor estreante Dev Patel, Monkey Man dispensa ação e comentário sociopolítico com igual destreza". O Metacritic, que utiliza uma média ponderada, atribuiu ao filme 70/100 pontos baseados em 48 críticas, indicando críticas "geralmente favoráveis". O público entrevistado pelo CinemaScore deu ao filme uma nota média de "B+" em uma escala de A+ a F.

### Bilheteria
Até 2 de maio de 2024, "Monkey Man" arrecadou US$ 24.164.285 nacionalmente e US$ 8.612.039 no exterior, totalizando US$ 32.776.324 mundialmente.
Na América do Norte, "Monkey Man" foi lançado junto com "The First Omen", e estava projetado para arrecadar cerca de US$ 12 milhões de 3.029 cinemas em seu fim de semana de estreia. A produção conquistou US$ 4,3 milhões em seu primeiro dia, incluindo US$ 1,4 milhão das exibições de 4 de abril. Apesar da projeção, o filme acabou arrecadando US$ 10,2 milhões, ficando em segundo lugar nas bilheterias, atrás apenas de "Godzilla x Kong: The New Empire". Em seu segundo fim de semana, o filme arrecadou US$ 4,1 milhões, terminando em sexto lugar nas bilheterias.